# Neutralidad del dinero
La neutralidad del dinero es la idea de que un cambio en la cantidad de dinero afecta sólo a las variables nominales de la economía, tales como precios, salarios y tipo de cambio, sin afectar a las variables reales, como el empleo, el producto interno bruto real o el consumo.
La neutralidad del dinero es una idea importante en la economía clásica y se relaciona con la dicotomía clásica. Esto implica que el banco central no afecta a la economía real (por ejemplo, el número de puestos de trabajo, el tamaño del PIB real, el monto de la inversión real) mediante la emisión de dinero. En cambio, cualquier aumento en la oferta de dinero se vería compensado por un aumento proporcional de los precios y los salarios. Este supuesto refuerza algunos modelos macroeconómicos convencionales (por ejemplo, la teoría de los ciclos económico reales) mientras que otros como el monetarismo ven al dinero como neutral solamente en el largo plazo.
La superneutralidad de dinero es una propiedad más fuerte que la neutralidad del dinero. Sostiene que no sólo la economía real no es afectada por el nivel de la oferta de dinero, sino también que la tasa de crecimiento de la oferta monetaria no tiene ningún efecto sobre las variables reales. En este caso, los salarios nominales y los precios siguen siendo proporcionales a la oferta nominal de dinero, no sólo en respuesta a los cambios permanentes únicos en la oferta nominal de dinero, pero también en respuesta a los cambios permanentes en la tasa de crecimiento de la oferta monetaria nominal. Normalmente la superneutralidad se aborda en el contexto de los modelos de largo plazo.

## Historia del concepto
Según Don Patinkin, el concepto de neutralidad monetaria se remonta a épocas tan lejanas como las David Hume. El término en sí fue utilizado por primera vez por los economistas continentales que comienzan a finales del siglo XX, y explotó como un tema especial en la literatura económica luego de la introducción del término por Friedrich Hayek en sus famosas conferencias de 1931 en la LSE publicadas como Precios y Producción. Keynes rechazó neutralidad del dinero, tanto a corto plazo como a largo plazo.

## Discusión
Muchos economistas sostienen que la neutralidad del dinero es una buena aproximación de cómo se comporta la economía durante largos períodos de tiempo, pero que en el corto plazo la Teoría del desequilibrio monetario se aplica, de manera que el nominal de la masa monetaria afectaría la producción. Un argumento es que los precios y los salarios son especialmente pegajoso (a causa de los costos de menú , etc), y no se puede ajustar de inmediato a un cambio inesperado en la oferta monetaria. Una alternativa para explicar los efectos económicos reales de los cambios de la oferta monetaria no es que la gente no puede cambiar los precios, pero que no se dan cuenta de que es en su interés de hacerlo. El enfoque de la racionalidad limitada sugiere que las pequeñas contracciones en la oferta de dinero no se tienen en cuenta cuando las personas venden sus casas o buscan trabajo, y que por lo tanto van a pasar más tiempo en busca de un contrato concluido que sin la contracción monetaria. Además, la baja en los salarios nominales por cambios en los impuestos por la mayoría de las empresas se observa que es cero: un número arbitrario de la teoría de la neutralidad monetaria sino una psicológica umbral debido a la ilusión monetaria.
El programa neokeynesiano de investigación, en particular, hace hincapié en los modelos en los que el dinero no es neutral en el corto plazo, y por lo tanto la política monetaria puede afectar a la economía real.
La economía poskeynesiana y teoría de circuitos monetarios rechazan la neutralidad del dinero y en su lugar,  hacen hincapié en el papel que los préstamos bancarios y créditos juegan en la creación de dinero bancario. Los poskeynesianos también hacen hincapié en el papel que juega la deuda nominal: puesto que el valor nominal de la deuda no está, en general, vinculada a la inflación, la inflación erosiona el valor real de la deuda nominal, y la deflación aumenta, causando efectos económicos reales, como en la deuda-deflación.

## Razones para la superneutralidad del dinero
Incluso si el dinero es neutral, por lo que el nivel de la oferta de dinero en cualquier momento no tiene influencia en magnitudes reales, el dinero aún podía ser no superneutral: la tasa de crecimiento de la oferta monetaria podría afectar las variables reales. Un aumento en la tasa de crecimiento monetario y el consiguiente aumento de la tasa de inflación, conduce a una disminución de la rentabilidad real del dinero en sentido estricto (nominal con-cero intereses). Por lo tanto, la gente elige para reasignar sus tenencias de activos fuera de dinero (es decir, hay una disminución en términos reales de demanda de dinero ) y en activos reales, tales como bienes de inventarios o incluso activos productivos . El cambio en la demanda de dinero puede afectar nominales tipos de interés sobre los fondos prestables , y los cambios combinados en la tasa de interés nominal y la tasa de inflación podría dejar las tasas de interés reales pasaron de antes. Si es así, el gasto real en capital físico y bienes de consumo duradero se puede ver afectada.

## Evidencia
En EE. UU. la Oficina Nacional de Investigación Económica y el economista en jefe del Fondo Monetario Internacional, Olivier Blanchard, dijeron que no existía evidencia real: «Todos los modelos que hemos visto imponen la neutralidad del dinero como una suposición mantenida. Esto es en gran medida una cuestión de fe basada en consideraciones teóricas más que en la evidencia empírica.» El reconocimiento de la no neutralidad de corto plazo del dinero llevó al desarrollo de los modelos macroeconómicos neokeynesianos.
Los estudios empíricos han demostrado que el dinero es neutral en el largo plazo.